# Ермаков, Юрий Владимирович
Юрий Владимирович Ермаков (род. 3 сентября 1970 года в Макеевке) — украинский спортсмен, спортивный гимнаст. Заслуженный мастер спорта Украины (1997).

## Биография
В 1995 году окончил Донецкий институт здоровья, физического воспитания и спорта. Выступал за команды ЦСКА (1987—1991) и спортивное общество профсоюзов «Украина» (1991—1997). Тренеры — Г. Гурлянд, А. Шемякин. Спортсмен-инструктор московского СКА (1987—1992) и национальной сборной Украины (1992—1997).
В 1987 году выиграл чемпионат СССР среди молодёжи, следующие три года становился победителем и призёром чемпионатов ВС СССР. В 1988 году завоевал бронзу молодёжного чемпионата Европы во Франции. Ермаков исполнил тройной твист в группировке, он является самым сложным акробатическим элементом вольных упражнений. В 1991 году он стал победителем десятой Спартакиады народов СССР. В 1993 году завоевал бронзу на чемпионате Европы в Бельгии, а в следующем году повторил достижение на командном чемпионате мира в Германии. Чемпионат Европы 1996 года в Дании стал для него ещё более удачным — второе место.
На Олимпийских играх 1996 года в Атланте вместе с Р. Шариповым, А. Светличным, О. Косяком, В. Шаменко, И. Коробчинским и Г. Мисютиным завоевал бронзовые медали. Украина пропустила вперёд Россию и Китай и менее чем на две десятых балла опередила Белоруссию.
С 1997 года Ермаков начал тренерскую деятельность, вместе с женой Ольгой стал первым тренером олимпийского чемпиона Олега Верняева. В 2000—2006 годах был директором СДЮШОР по спортивной гимнастике; в 2007 году стал старшим тренером школы высшего спортивного мастерства Донецка.